# Budynek przy ul. Joachima Lelewela 5 w Toruniu
Budynek przy ul. Joachima Lelewela 5 w Toruniu – zabytkowy budynek znajdujący się na Mokrem w Toruniu.
W okresie międzywojennym w budynku działało przedszkole nr 6, dzierżawione przez Evangelischen Frauenverein. Od 1936 roku w budynku działało prywatne przedszkole im. Gerlacha (Gerlach-Spielschule) z niemieckim językiem nauczania. Gmach należał do Gminnej Rady Kościelnej Ewangelickiej św. Jerzego. Kierowniczką szkoły była Matylda Stonawska. W 1938 roku do tego przedszkola uczęszczało 21 dzieci, głównie z niemieckich środowisk robotniczych i rzemieślniczych.
Obecnie w budynku mieści się Prywatne Przedszkole „Krasnal”.
Budynek wpisany jest do gminnej ewidencji zabytków (nr 1758).